# Södra Promenaden, Norrköping

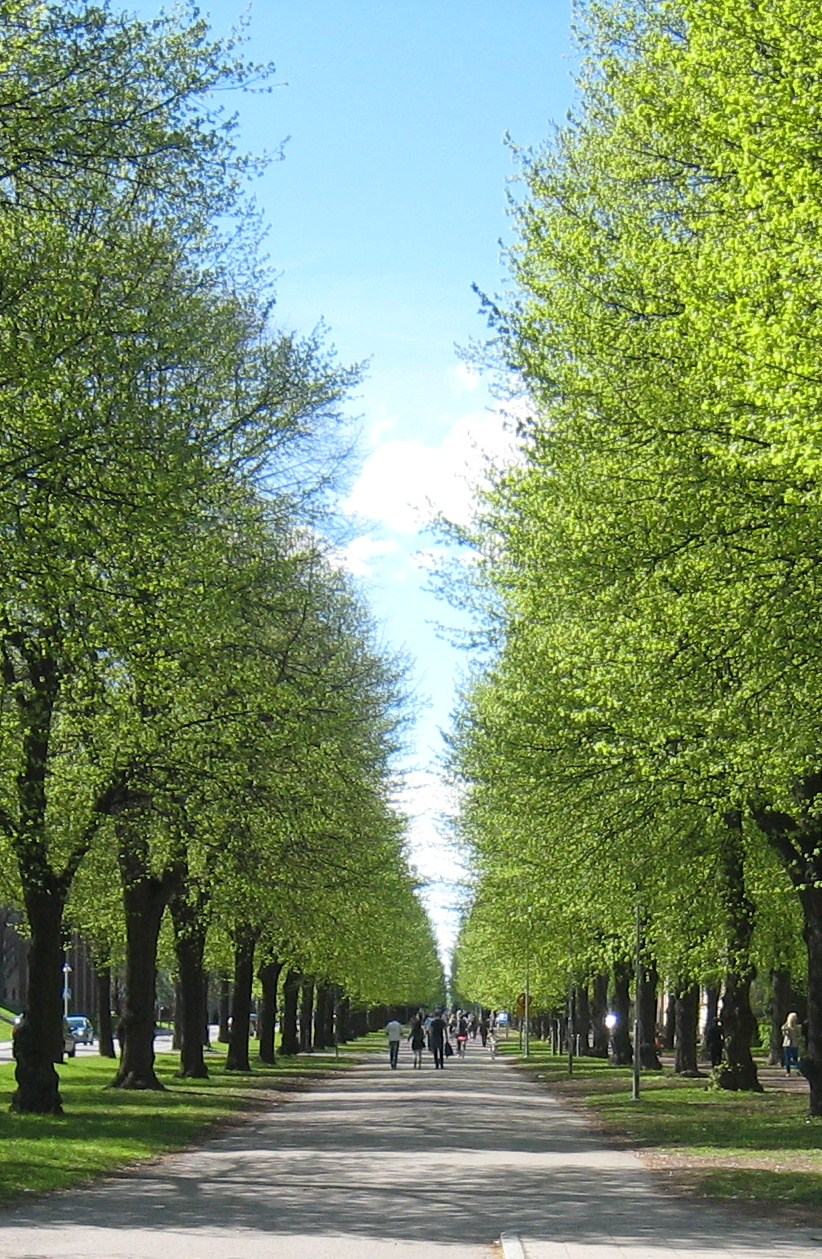
Vår i Södra promenadens allé.

Södra Promenaden är en lindallé i Norrköping med träd i fyra rader. Den ingår i det system med breda alléer runt stadskärnan, som började anläggas på 1850-talet. Södra Promenaden går i ungefär öst-västlig riktning mellan Östra Promenaden och Linköpingsvägen söder om Norrköpings stadskärna.  

## Historik
Södra Promenaden anlades, liksom de andra promenaderna i Norrköping, inspirerade av en allé- och parkplan som utarbetades av Knut Forsberg 1856, och anläggandet påbörjades 1858 med en del av Norra Promenaden. De första sträckorna av Södra Promenaden stod färdiga 1869 och utgjorde delarna söder om kvarteret Folkskolan och kvarteret Elementarskolan. År 1877 fortsatte utbyggnaden fram till Söderköpingsvägen och Källvindsgatan. År 1896 hade Södra Promenaden fått sin nuvarande sträckning. Från början kallades delen väster om Drottninggatan för Västra Promenaden, men namnet ändrades 1958.

## Byggnader i urval
- Ebersteinska gymnasiet
- Lennings sjukhem
- Gamla tennishallen
- Norrköpings idrottspark
- Nya parken
- Källvindsskolan
- Lennings Textiltekniska Institut
- De Geerskolan
- Halvars glass, glasskiosk som öppnade 1936
- De Geergymnasiet
- Linghallen
- Moberg-Eggerska flickskolan/Fröbelinstitutet
- Kungsgårdsgymnasiet
- Norrköpings stadsbibliotek
- Villa Swartz
- Bråbygdens häradsrätts tingshus
- Kyrkan vid Vasaparken
- Gustav Adolfsskolan

## Södra promenaden i litteraturen
Ulf Lundell har skrivit låten "Jag går på Promenaden" som finns med på debutalbumet Vargmåne. Låttexten beskriver en eftermiddag och kväll på Södra Promenaden och bland annat besjungs Stadsbiblioteket, Halvars glass, skolorna och Centralbadet. Även Markus Krunegård har tillägnat södra promenaden i Norrköping en låt med namnet "På promenaden". 

## Bildgalleri

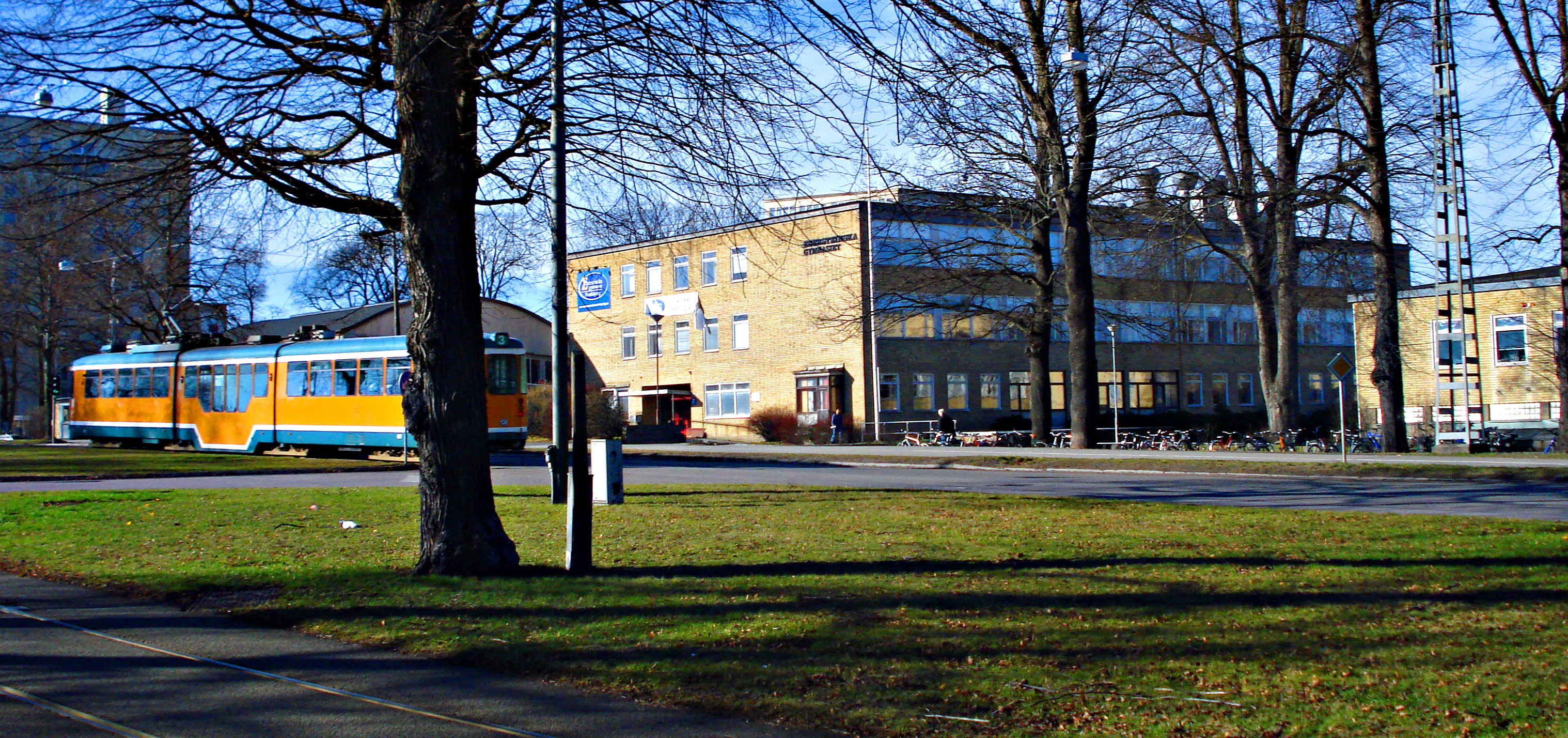
Ebersteinska gymnasiet.
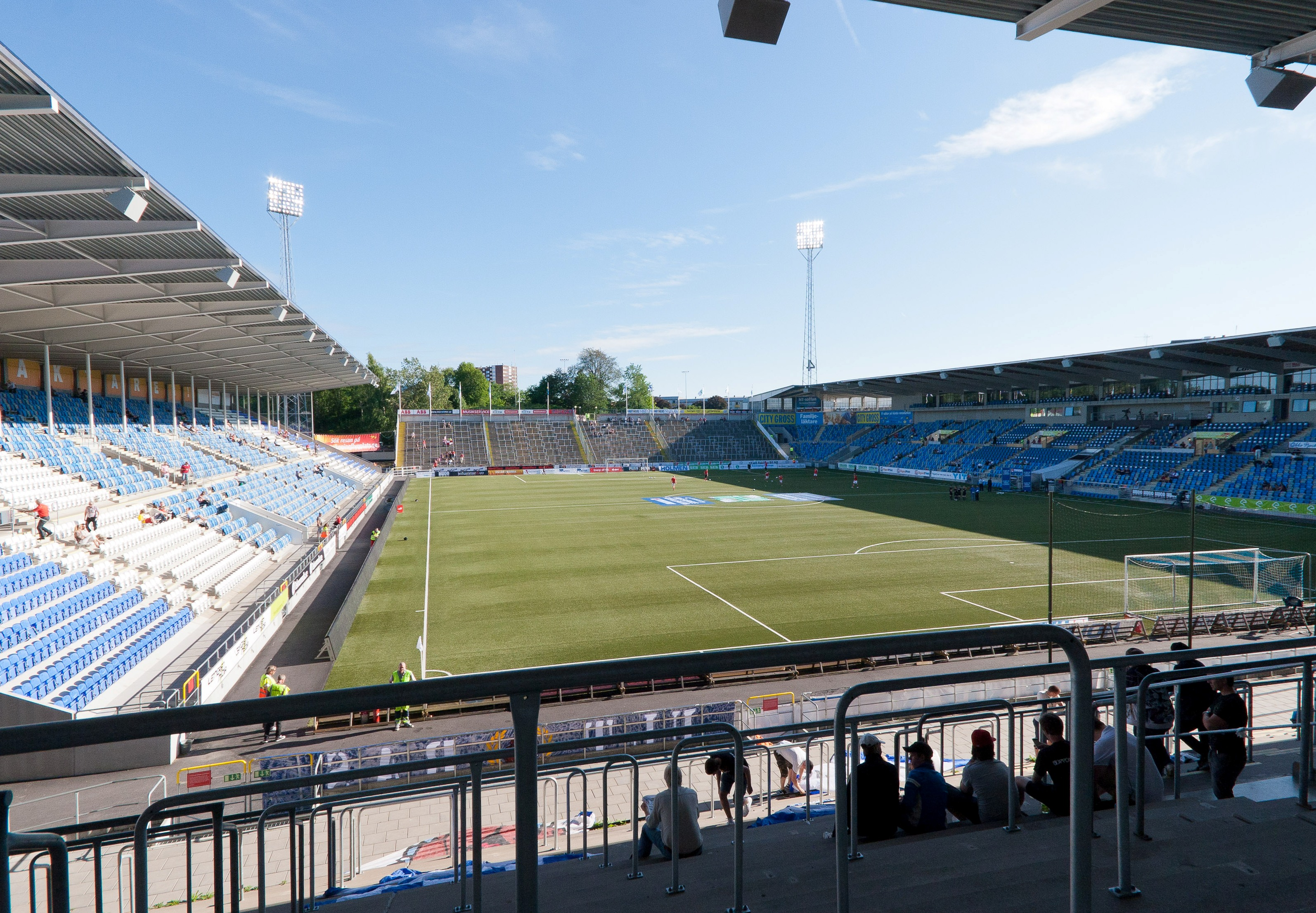
Nya Parken.
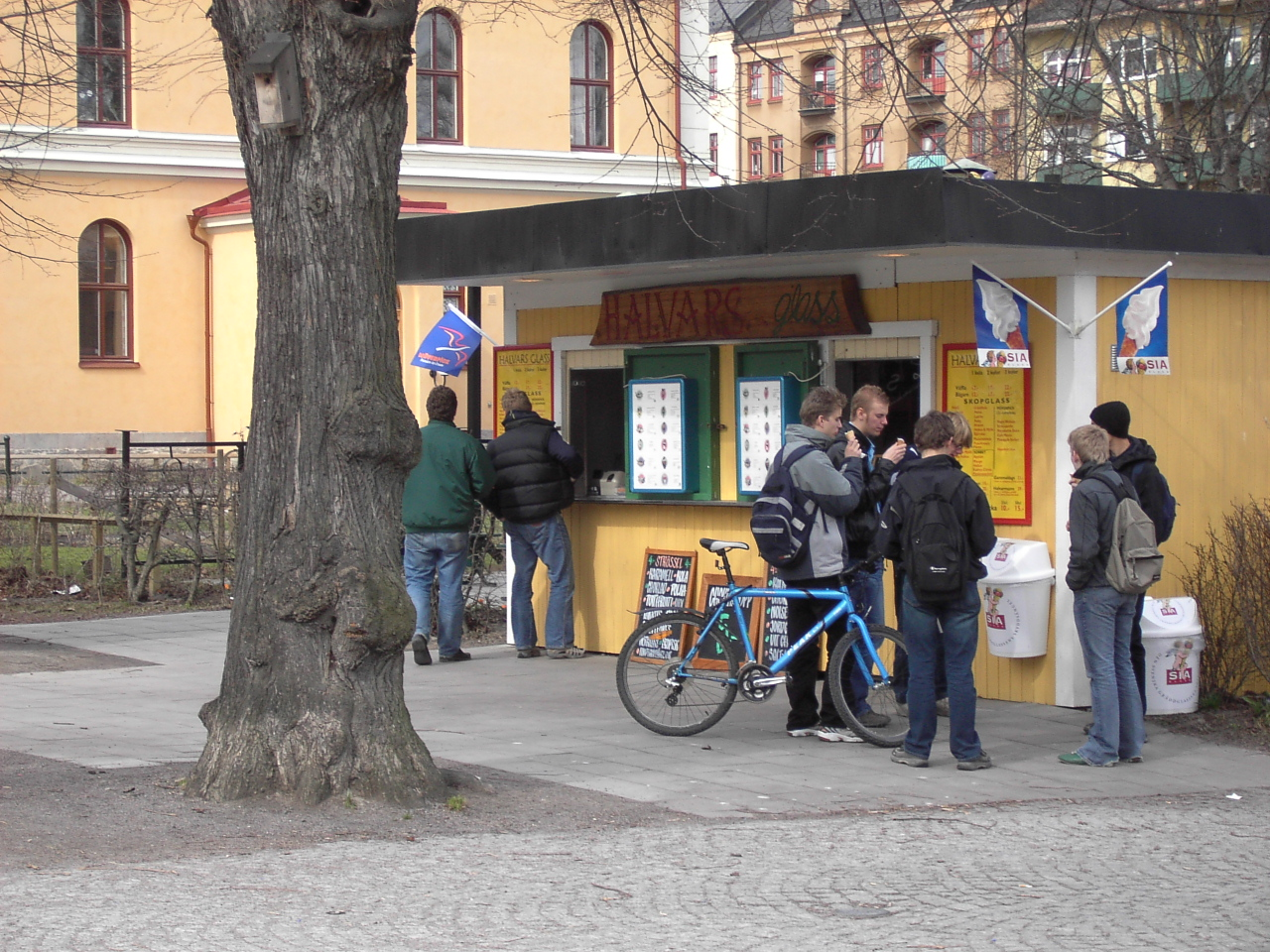
Halvars glass (2005).
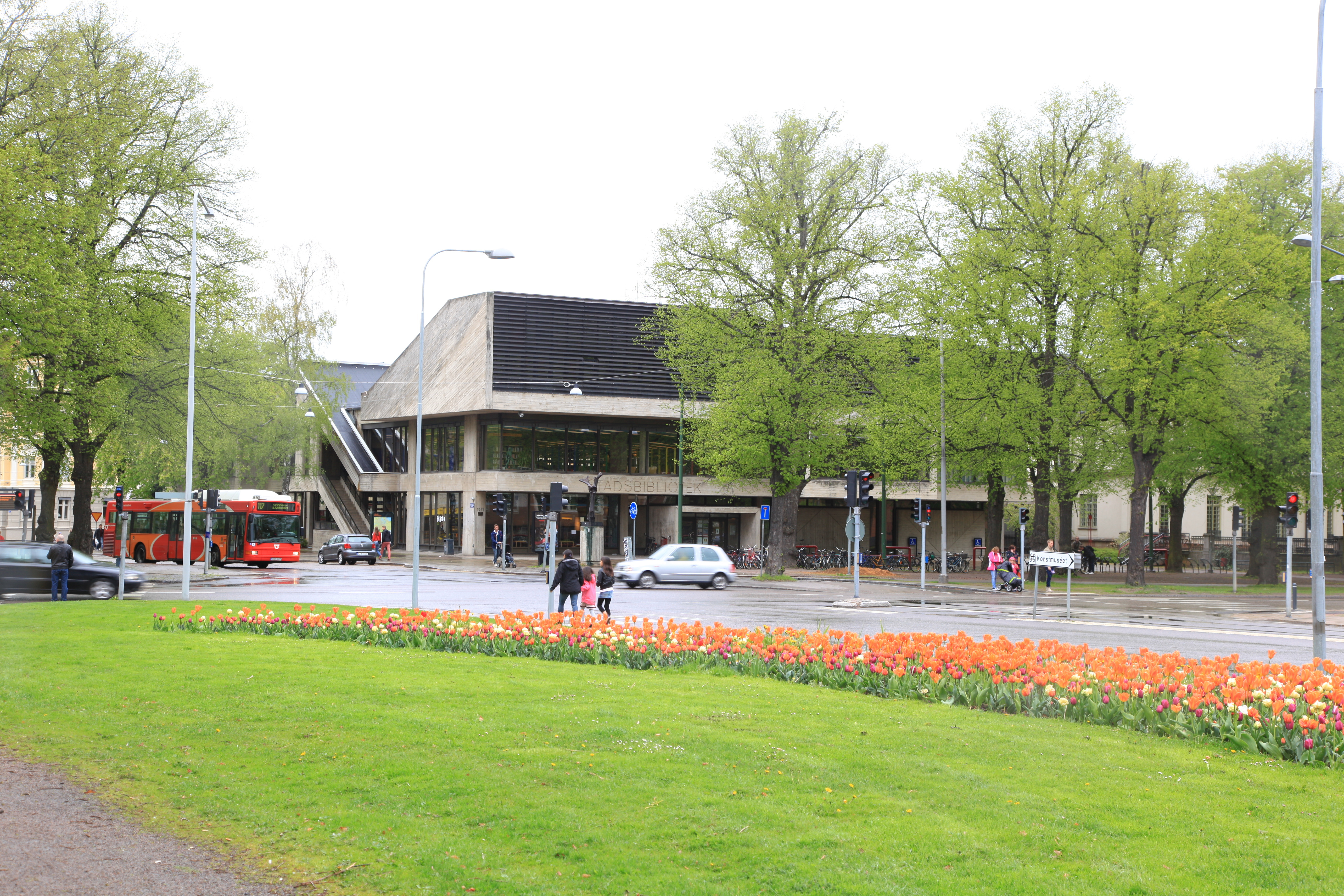
Norrköpings stadsbibliotek.
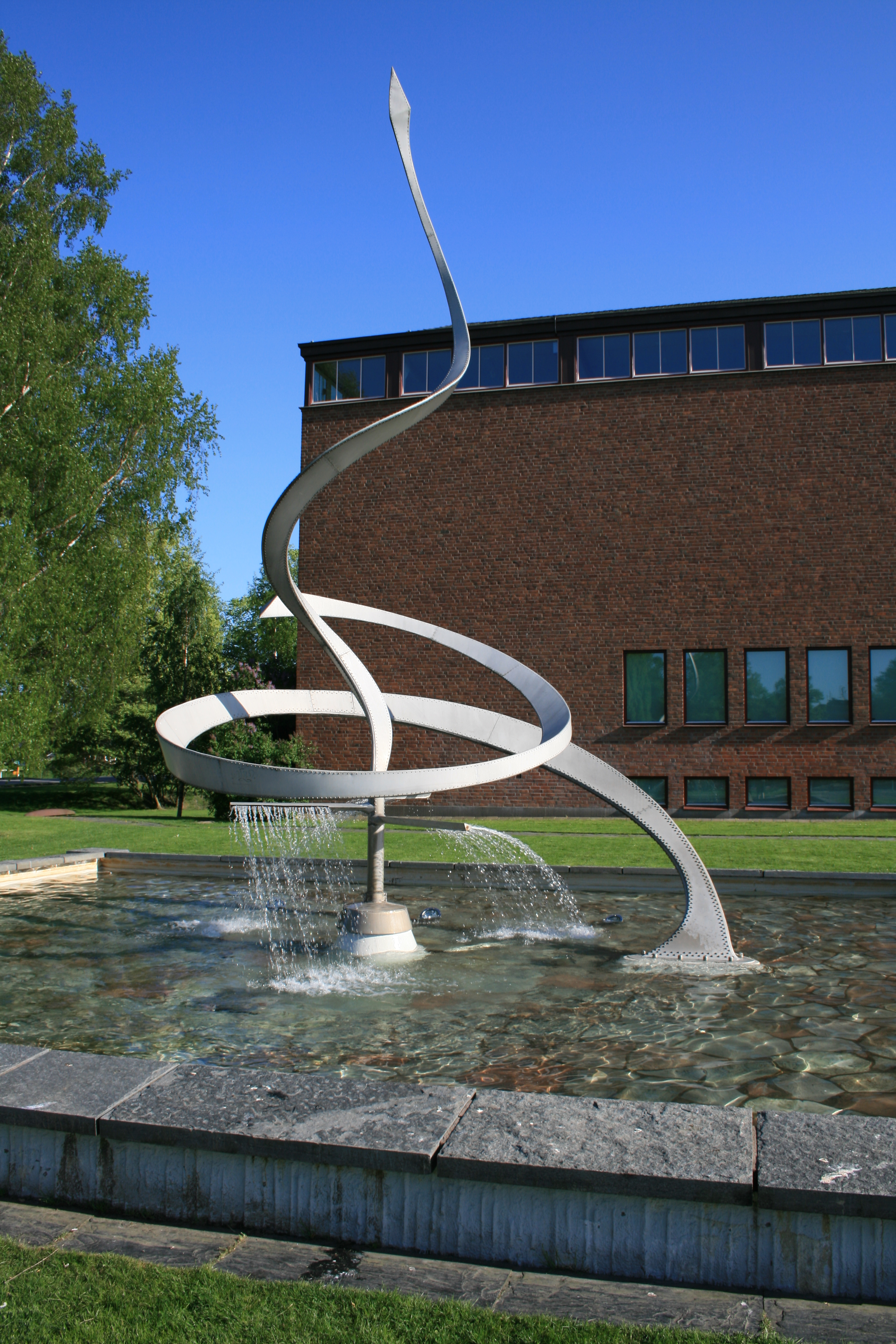
Norrköpings konstmuseum med skulpturen Spiral åtbörd av Arne Jones
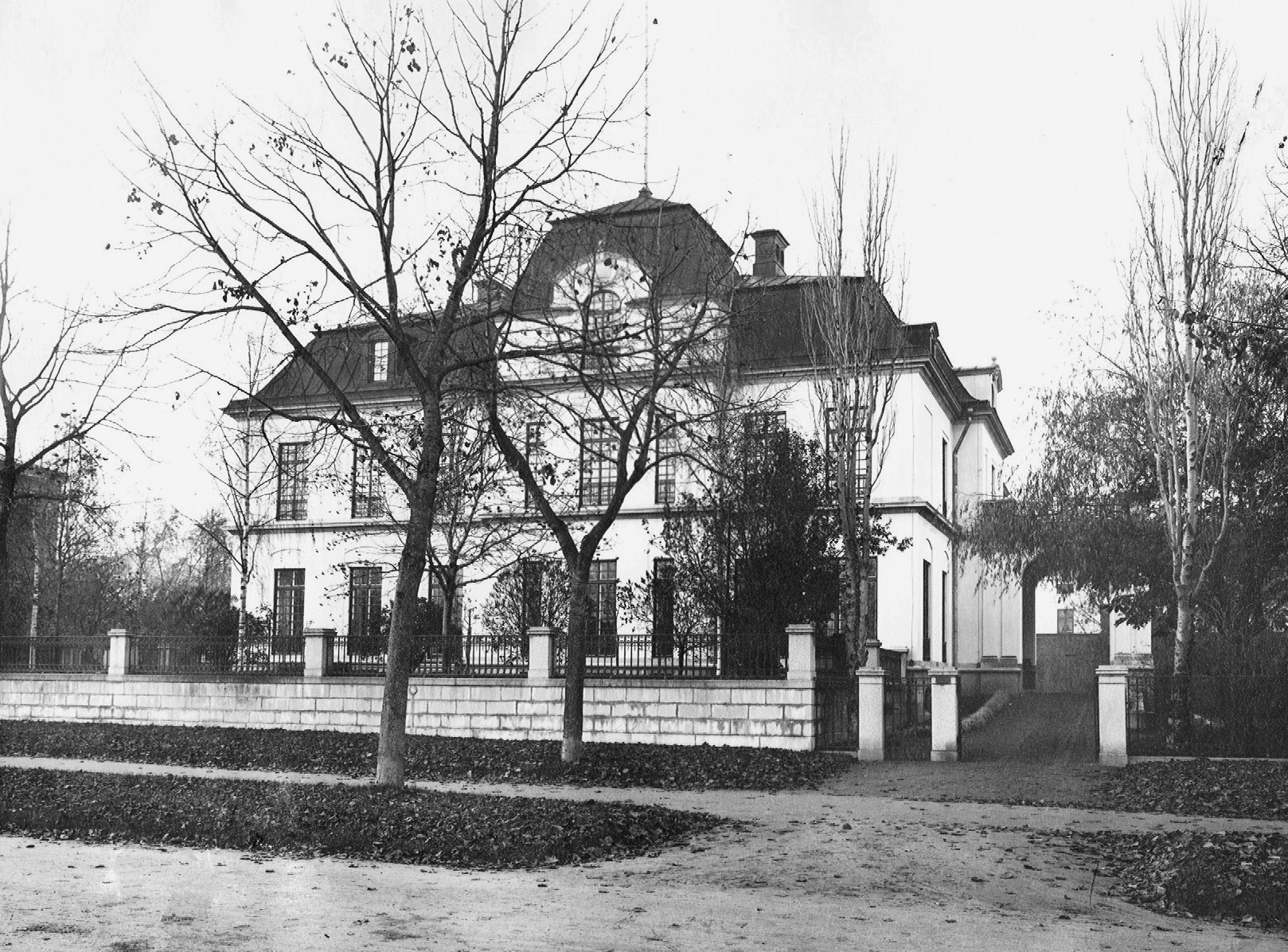
Villa Swartz (före 1956).
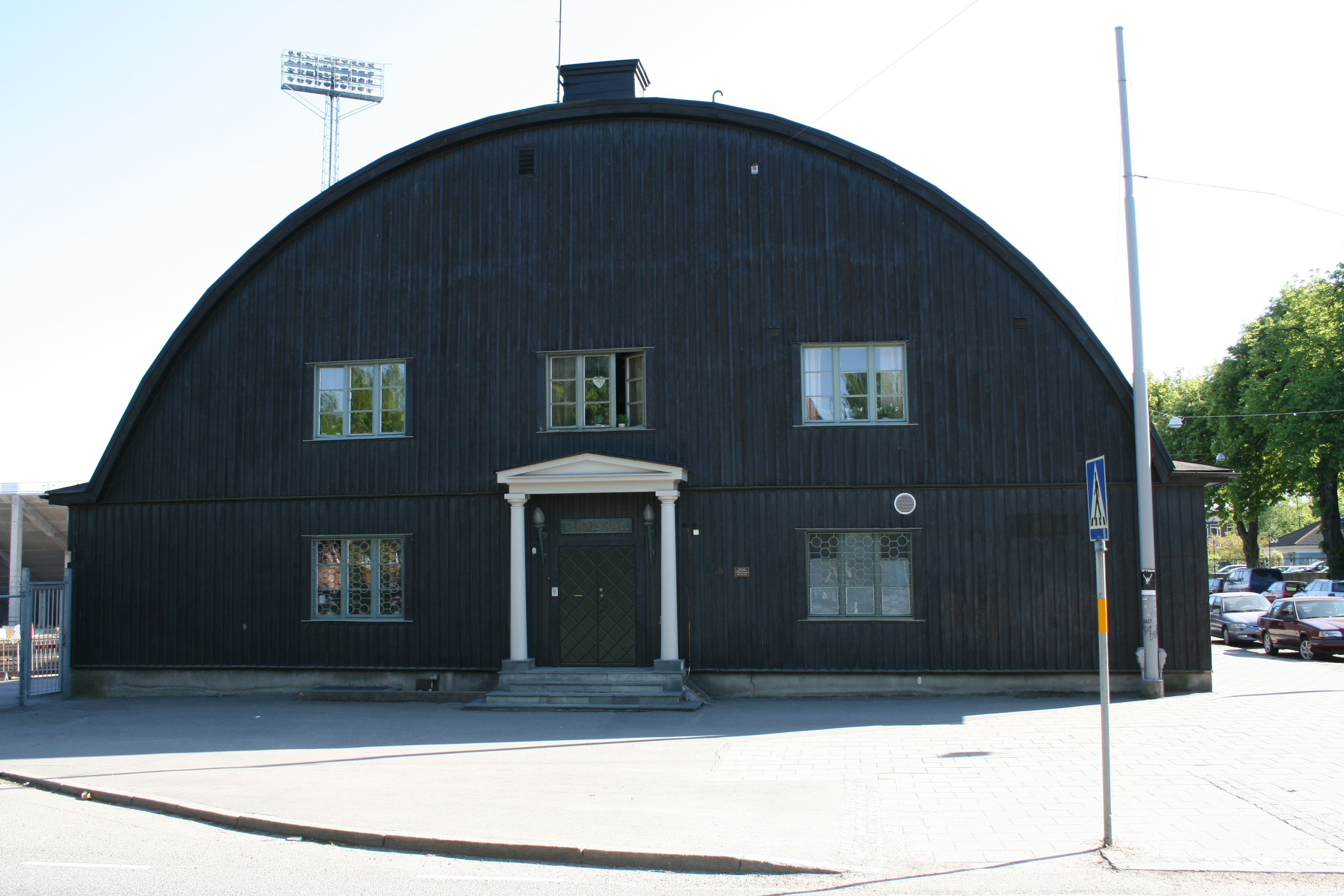
Norrköpings Tennishall.
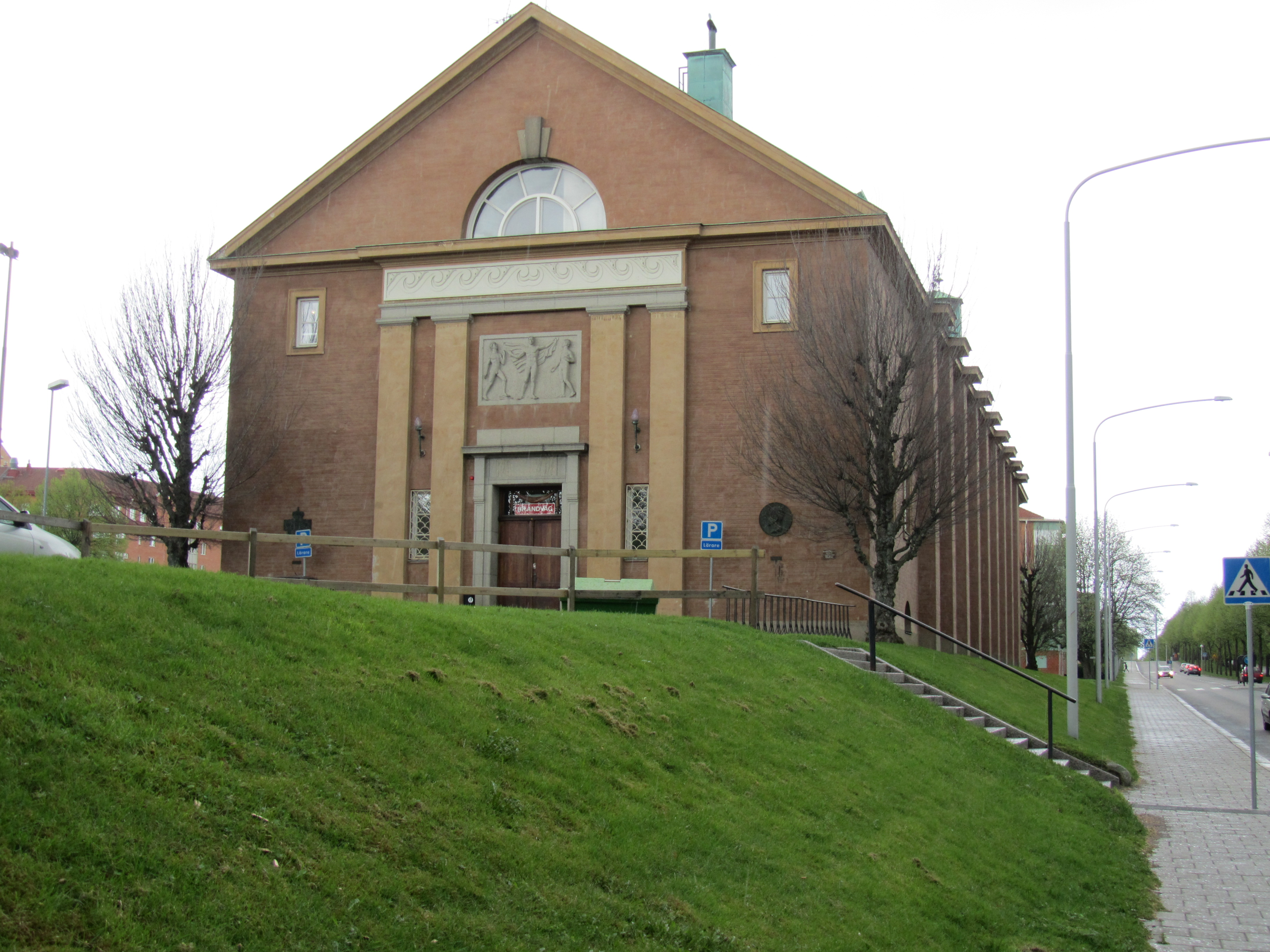
Linghallen.
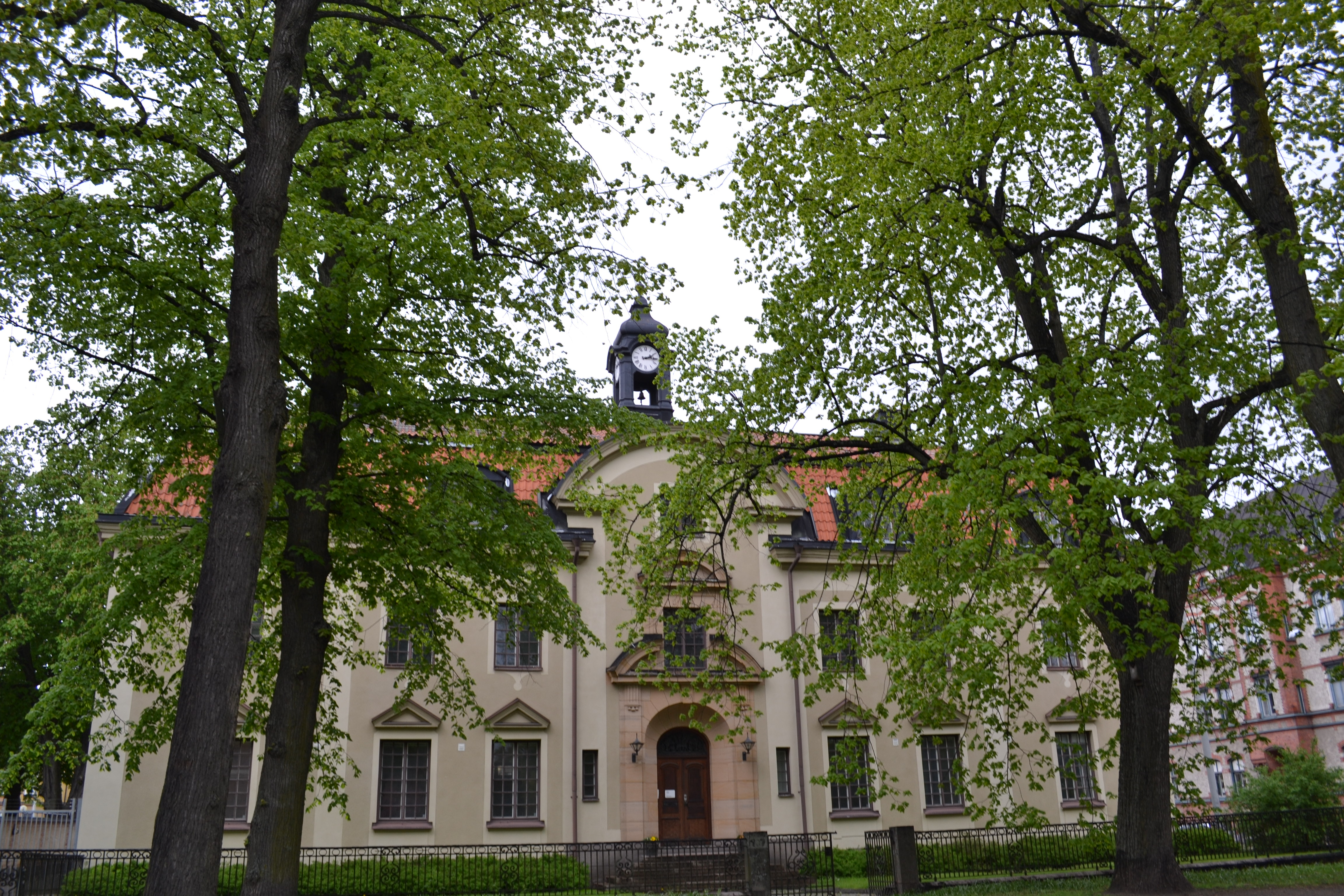
Bråbygdens häradsrätts tingshus.